# Municipio de Monitor
El municipio de Monitor (en inglés: Monitor Township) es un municipio ubicado en el condado de Bay en el estado estadounidense de Míchigan. En el año 2010 tenía una población de 10735 habitantes y una densidad poblacional de 112,09 personas por km².

## Geografía
El municipio de Monitor se encuentra ubicado en las coordenadas 43°36′31″N 83°59′23″O / 43.60861, -83.98972. Según la Oficina del Censo de los Estados Unidos, el municipio tiene una superficie total de 95.77 km², de la cual 95.26 km² corresponden a tierra firme y (0.53%) 0.51 km² es agua.

## Demografía
Según el censo de 2010, había 10735 personas residiendo en el municipio de Monitor. La densidad de población era de 112,09 hab./km². De los 10735 habitantes, el municipio de Monitor estaba compuesto por el 97.06% blancos, el 0.37% eran afroamericanos, el 0.29% eran amerindios, el 0.58% eran asiáticos, el 0.02% eran isleños del Pacífico, el 0.29% eran de otras razas y el 1.4% pertenecían a dos o más razas. Del total de la población el 2.39% eran hispanos o latinos de cualquier raza.